# Joachim Frederik Lützow
Joachim Frederik (von) Lützow (født 1651 på Seedorf i Mecklenburg, død 17. august 1676) var en dansk officer.
Han var født i Mecklenburg på sin fædrenegård Seedorf. Hans forældre var Barthold Heinrich Lützow af linjen Drei-Lützow og Dorothea Marie Bülow af linjen Wedendorf. Joachim Frederik Lützow blev 1675 oberstløjtnant ved et af de i anledning af rustningerne mod Sverige oprettede danske dragonregimenter (Walters, siden Trops) og gik året efter med dette til Skåne. Regimentet hørte til det korps, som under generalmajor Jacob Duncan sendtes mod Halmstad. I den ulykkelige kamp ved Fyllebro (17. august) stred Lützow, der var en kæmpeskikkelse og kendt for sine vældige legemskræfter, med glimrende tapperhed. Med egen hånd skal han have nedlagt 17 fjender, inden han selv måtte bide i græsset, "stympad, men kämpande". Disse sidste ord læses endnu på en mindesten, som de svenske som tegn på deres beundring rejste på det sted, hvor Lützow faldt.